# Folle à tuer
Folle à tuer is een Frans-Italiaanse film van Yves Boisset die uitgebracht werd in 1975.
De film is gebaseerd op de roman noir  Ô dingos, ô châteaux ! (1972) van Jean-Patrick Manchette. 

## Samenvatting
Julie Ballenger is een jonge vrouw die net ontslagen is uit een psychiatrisch ziekenhuis. Ze vindt een betrekking als kinderjuffrouw van Thomas, het neefje van een vermogende industrieel. Een tijdje later, wanneer Julie en het jongetje op wandel zijn, worden ze door een huurmoordenaar ontvoerd. Vooraleer die hen vermoordt verplicht de huurmoordenaar haar een brief te schrijven waarin ze verklaart schuld te hebben aan de dood van Thomas. Julie slaagt erin met Thomas te ontsnappen. 

## Rolverdeling
| Acteur           | Personage         |
| ---------------- | ----------------- |
| Marlène Jobert   | Julie Ballenger   |
| Tomás Milián     | Thompson          |
| Thomas Waintrop  | Thomas            |
| Michel Peyrelon  | Walter            |
| Michael Lonsdale | Stéphane Mostri   |
| Jean Bouise      | dokter Rosenfeld  |
| Victor Lanoux    | Georges           |
| Jean Bouchaud    | commissaris Melun |